# فولوك دارامولا
فولوك دارامولا (بالإنجليزية: Foluke Daramola)‏-سالاكو هي ممثلة نيجيرية. تم ترشيحها لجائزة أكاديمية افريقيا للافلام لافضل ممثل مساعد في عام 2013.

## نشأتها ومسيرتها الفنية
ولدت دارامولا في الخامس عشر من فبراير. تخرجت من جامعة أوبافيمي أولولو في عام 1998. قدمت أول فيلم لها في سلسلة بعنوان القصر.كما لعبت دور البطولة في دورودولا وفوق القانون في عام 2016  .حصل فيلمها بيت العنكبوت، الذي أنتجته وشاركت فيه، على جائزة أفضل ممثلة مساعدة في جوائز أكاديمية افريقيا للافلام. تم ملاحظة أن الفيلم كان مستوحى من حياتها الشخصية، لأن والديها لم يرغباها في الخوض في التمثيل أثناء الدراسة.  وأسست مبادرة «العمل ضد الاغتصاب في أفريقيا»، وهي حركة تسعى إلى محاربة الاغتصاب وتقديم مرتكبيها للمحاكمة في افريقيا.

## حياتها الشخصية
في مقابلة عام 2016، كشفت أنها تعرضت للاغتصاب وهي مراهقة.  في مقابلة مع تريبيون، أوضحت أن النساء يجب أن يعرفوا قيمتهم ومكانتهم. وافترضت ان العنف الاسري هو اشد ضررا لمنزلها من الخيانة الزوجية.
في عام 2017  ، تحدثت عن تواضع أليكو دانغوتي، ووصفته بأنه «الشخص الأكثر تواضعًا على وجه الأرض».
في مقابلة عام 2018، صرحت دارامولا بأنها تعتبر ثديها الكبير نعمة وليس نقمة: "الجاذبية الأولى لمعظم الرجال الذين يصادفوني عادة تكون جنسية. يرون أن لدي ثدي كبير ويتم تناقل ذلك علي الفور. لكن لن أخرج مع رجل لأنه ينجذب إلى ثديي لأني أعلم أنه أمر عادي للغاية. بقدر ما أشعر بالقلق، ولكن يجب على النساء التوقف عن رؤية هذه "الأصول" كمشكلة ولكن يجب اعتبارها نعمة. فقط من خلال القيام بذلك سيعرفون كيفية حمل أنفسهم بشكل أفضل.

## روابط خارجية
- فولوك دارامولا على موقع IMDb (الإنجليزية)